# Pseudomonardia parvolobata
Pseudomonardia parvolobata är en tvåvingeart som beskrevs av Jaschhof 2003. Pseudomonardia parvolobata ingår i släktet Pseudomonardia och familjen gallmyggor. Inga underarter finns listade i Catalogue of Life.